# Université de Jendouba
L'université de Jendouba (arabe : جامعة جندوبة) est une université tunisienne basée à Jendouba.

## Établissements sous tutelle

### Instituts
- Institut supérieur des sciences humaines de Jendouba (ar)
- Institut supérieur de musique et de théâtre du Kef
- Institut supérieur des études appliquées en humanités du Kef
- Institut supérieur des langues appliquées et informatique de Béja
- Institut supérieur des arts et métiers de Siliana
- Institut supérieur d'informatique du Kef
- Institut supérieur de biotechnologie de Béja (ar)

### Facultés
- Faculté des sciences juridiques, économiques et de gestion de Jendouba (ar)

## Établissements en cotutelle

### Instituts
- Institut sylvo-pastoral de Tabarka
- Institut supérieur des sciences infirmières du Kef
- Institut supérieur du sport et de l'éducation physique du Kef

### Écoles
- École supérieure d'agriculture du Kef (ar)
- École supérieure des ingénieurs de l'équipement rural de Medjez el-Bab